# Tabel van gemeenten in Zeeland
Hieronder staat een tabel van alle gemeenten in de Nederlandse provincie Zeeland, te rangschikken naar inwoneraantal en landoppervlakte.
| Gemeente           | Inwoners | Landoppervlakte (km²) | Grootste plaatsen                                          | Locatie        |
| ------------------ | -------- | --------------------- | ---------------------------------------------------------- | -------------- |
| Borsele            | 23.116   | 141,57                | 's-Gravenpolder, 's-Heerenhoek, Heinkenszand, Lewedorp     | Kaart gemeente |
| Goes               | 39.677   | 92,58                 | Goes, 's-Heer Hendrikskinderen, Kloetinge, Wolphaartsdijk  | Kaart gemeente |
| Hulst              | 27.331   | 201,71                | Clinge, Hulst, Kloosterzande, Sint Jansteen                | Kaart gemeente |
| Kapelle            | 13.011   | 37,13                 | Biezelinge, Kapelle, Wemeldinge                            | Kaart gemeente |
| Middelburg         | 50.002   | 48,42                 | Arnemuiden, Middelburg, Nieuw- en Sint Joosland            | Kaart gemeente |
| Noord-Beveland     | 7.943    | 85,96                 | Colijnsplaat, Kamperland, Kortgene, Wissenkerke            | Kaart gemeente |
| Reimerswaal        | 23.325   | 101,80                | Krabbendijke, Kruiningen, Rilland, Yerseke                 | Kaart gemeente |
| Schouwen-Duiveland | 34.631   | 229,65                | Bruinisse, Burgh-Haamstede, Nieuwerkerk, Zierikzee         | Kaart gemeente |
| Sluis              | 23.152   | 279,36                | Aardenburg, Breskens, Oostburg, Sluis                      | Kaart gemeente |
| Terneuzen          | 55.128   | 250,38                | Axel, Hoek, Sas van Gent, Terneuzen                        | Kaart gemeente |
| Tholen             | 26.864   | 146,71                | Sint-Annaland, Sint Maartensdijk, Sint Philipsland, Tholen | Kaart gemeente |
| Veere              | 22.067   | 132,56                | Koudekerke, Oostkapelle, Serooskerke, Westkapelle          | Kaart gemeente |
| Vlissingen         | 45.410   | 34,31                 | Oost-Souburg, Vlissingen, West-Souburg                     | Kaart gemeente |

Drenthe · Flevoland · Friesland · Gelderland · Groningen · Limburg · Noord-Brabant · Noord-Holland · Overijssel · Utrecht · Zeeland · Zuid-Holland